# Йосано Акіко
Йосано Акіко (яп. 与謝野 晶子, 7 грудня 1878 — 29 травня 1942, справжнє ім'я — Шьо Хо) — японська поетеса доби романтизму в жанрі любовної лірики, феміністка.

## Життєпис
Походила із заможної купецької родини міста Сакаї, що поблизу Осаки. Батько, Хо Сошічі (1847—1903), постачав кондитерські вироби до імператорського палацу й цікавився мистецтвом. Мати, Сакаґамі Цуне (1851—1907), була дочкою поважного місцевого підприємця.
У юності Акіко захоплювалася середньовічною японською літературою. Здобула домашню освіту, хоча завжди мріяла навчатися в університеті, як її брати: старший Шютаро (1872—1931) навчався в Токійському імператорському університеті, а молодший Чюсабуро (1880—1944) — в Університеті Васеда, хоч і перервав пізніше навчання, щоб керувати крамницею батька.
Акіко втекла з батьківського дому й одружилася зі своїм видавцем Йосано Текканом (справжнє ім'я Йосано Хіросі). Проте давня подруга Акіко, поетеса Томіко Ямаґава, також кохала Теккана. Стосунки цього любовного трикутника стали темою багатьох віршів Акіко.
У шлюбі Йосано Акіко народила 13 дітей, 11 з яких дожили до дорослого віку.

## Творчість
У 22 роки надіслала свої перші п'ятивірші танка до столичного журналу романтичної поезії «Мьодзьо» («Вранішня зірка»), заснованого її редактором Йосано Текканом, який згодом став героєм любовної лірики Йосано Акіко. Теккану була присвячена також перша збірка молодої поетеси (1901) під назвою «Скуйовджене волосся», куди увійшли 399 танка.
Романтичні вірші Йосано Акіко мали шалену популярність в аудиторії і разом з тим викликали осуд цензури занадто вільними на той час образами. До поетичної спадщини Йосано Акіко належить понад 40 тисяч (за іншими даними — понад 50 тисяч) танка, частину яких поетеса опублікувала в 21 авторській збірці. Найвідомішими серед них є такі:
- «Скуйовджене волосся» (1901)
- «Маленьке віяло» (1904)
- «Плащ кохання» (1905; у співавторстві з Томіко Ямаґава й Масако Масуда)
- «Танцівниця» (1906)
- «Вічне літо» (1908)
- «Богиня весни Саохіме» (1909)
- «Сяяння морської хвилі» (1912)
- «Від літа до осені» (1914)
- «Фенікс» (1919),
- «Сни трави» (1922),
- «Вид здалеку на пейзаж душі» (1928),
- «Збірка білої чайки» (1935 р.).

Окрім поезії, перу Йосано Акіко належать есе в жанрі дзуйхіцу, літературно-критичні статті, книги з теорії поетики танка (наприклад, «Як складати танка», 1915), подорожні записки, а також переклади на сучасну японську середньовічних японських літературних пам'яток.
Найвідомішою перекладацькою працею Йосано Акіко став переклад роману «Ґендзі-моноґатарі» Мурасакі Сікібу.